# La Unión, San Juan Lachao
La Unión är en ort i Mexiko.   Den ligger i kommunen San Juan Lachao och delstaten Oaxaca, i den sydöstra delen av landet, 400 km sydost om huvudstaden Mexico City. La Unión ligger 607 meter över havet och antalet invånare är 149.
Terrängen runt La Unión är huvudsakligen kuperad, men åt nordväst är den bergig. La Unión ligger nere i en dal. Runt La Unión är det ganska glesbefolkat, med 24 invånare per kvadratkilometer. Närmaste större samhälle är Santos Reyes Nopala, 5,9 km söder om La Unión. I omgivningarna runt La Unión växer i huvudsak städsegrön lövskog.